# Etheostoma nigripinne
Etheostoma nigripinne és una espècie de peix de la família dels pèrcids i de l'ordre dels perciformes.
Els adults poden atènyer uns 8,8 cm de longitud. És endèmic de Tennessee, Alabama i Mississipi (Nord-amèrica).